# Pere Tintorer i Sagarra
Pere Tintorer i Sagarra (Palma, Mallorca, 12 de febrer de 1814 - Barcelona, 11 de març de 1891) fou un pianista, compositor i pedagog musical català.
Fill de pares catalans que havien emigrat de Barcelona a causa de la invasió francesa, de retorn a Barcelona el 1822 va estudiar amb el mestre Ramon Vilanova com a membre del cor de la Catedral de Barcelona.
Entre 1820 i 1823 formà part d'una banda musical dirigida per Marià Obiols on era conegut com "en Peret de la flauta", en referència a l'instrument que tocava. El 1823 va entrar d'alumne al Conservatori de Barcelona per rebre classes de composició i piano.
El 1830 Tintorer es traslladà a Madrid per completar els seus estudis de piano amb Pedro Albéniz i de composició amb Ramón Carnicer al conservatori d'aquella ciutat, obtenint primer premi de piano el 1832. El 1834, Tintorer va viatjar a París per continuar els seus estudis en piano i composició com a alumne de Pierre Joseph Guillaume Zimmermann. Dos anys més tard, Tintorer s'instal·là a Lió durant catorze anys, on treballava d'un professor a l'Escola Reial i de professor agregat a la universitat. En aquest període va rebre lliçons de Franz Liszt.
El 1849 retornà a Barcelona on aconseguia gran èxit que actuava al Liceu i es convertia en un cèlebre i lloat professor de piano. El 1883 era nomenat director principal de lliçons de piano al Conservatori del Liceu, una posició que coronava una vida dedicada a l'ensenyament i que va mantenir fins a uns quants mesos abans de la seva mort. Entre els seus alumnes podem trobar a Enrique Campano, Claudi Martínez-Imbert, Maria Luisa Guerra, Ernest Marraco, Joan Baptista Pujol, Baudili Sabater i Agustí Salvans.
El 1853, l'emperadriu Eugènia li atorgà la medalla d'argent per a la composició de la missa per celebrar el dia de l'Assumpció. També va rebre la creu d'Isabel la Catòlica de mans de la reina Isabel II per a la composició del seu Stabat Mater dedicada a ella. Fou nomenat cavaller de la "Légion d'honneur".
Com a compositor només va fer un centenar de treballs; entre ells, dues simfonies, música religiosa, música de cambra i moltes peces per a piano, incloent-hi un curs de pianos complet.
Casat amb Antònia Dumont varen ser pares de Isabel Tintorer Dumont, casada amb Joan Cuyàs i Artés i de Gonzalo Tintorer i Dumont pare de Gonzalo Tintorer Latour. Fou enterrat al Cementiri del Poblenou de Barcelona (Dep. I, illa 1, interior nínxol 778).